# Henry Reeve
Henry Reeve (Nueva York; 4 de abril de 1850-Yaguaramas, Las Villas; 4 de agosto de 1876) fue un brigadier estadounidense del Ejército Libertador de Cuba durante la Guerra de los Diez Años (1868-1878). Anteriormente había tenido una modesta participación en la Guerra de Secesión de su país.

## Primeros años
Nació en Brooklyn (Nueva York) el 4 de abril de 1850, hijo de Alexander Reeve y Maddie Carroll, y murió en Yaguaramas, Cuba, el 4 de agosto de 1876. Reeve tenía solamente veintiséis años al momento de su muerte y había servido en el Ejército Libertador de Cuba durante siete años, habiendo participado en más de 400 combates contra el Ejército español.
Siendo apenas un adolescente, Reeve tomó parte en la Guerra de Secesión de su país como tamborilero del Ejército de la Unión. Al enterarse del alzamiento en Cuba, iniciado en La Demajagua por Carlos Manuel de Céspedes en octubre de 1868, Reeve se ofreció voluntariamente a ir a Cuba como expedicionario. Arribó a Cuba en 1869 a bordo del Perrit como parte de una fuerza expedicionaria.

## Guerra de los Diez Años
La  expedición fue emboscada por el ejército español mientras descargaban los materiales y Reeve fue hecho prisionero, junto a muchos otros. Los españoles los fusilaron a todos y los dejaron sin enterrar, dándolos por muertos. Reeve tenía cuatro heridas de bala pero tuvo suficientes fuerzas para arrastrarse, siendo encontrado por fuerzas independentistas cubanas.
A partir de entonces, fue conocido entre las tropas como Enrique, el americano y apodado "El Inglesito" por el Mayor General Ignacio Agramonte. Reeve ascendió rápidamente bajo su mando. A cambio, Reeve dio a Agramonte su apodo: "El Mayor". Sirvió con distinción; inicialmente bajo Agramonte y posteriormente bajo el Mayor General Máximo Gómez Báez.
Bajo el mando de Agramonte, Reeve participó en muchas acciones, incluyendo el rescate del brigadier Julio Sanguily en octubre de 1871, donde Agramonte, Reeve y otros 34 jinetes vencieron a una tropa española de 120 hombres.
Durante una acción decisiva, Reeve se abalanzó sobre una batería de artillería enemiga, levantando la moral del ejército independentista cubano, pero recibiendo una grave herida en la pierna. Por sus acciones, fue ascendido al rango de general de brigada (brigadier).
Expuesto a las duras condiciones de la manigua y por las heridas de las piernas, los médicos le aconsejaron que no volviera a cabalgar otra vez, pero Reeve perseveró y con ayuda de tirantes metálicos pudo volver a caminar, pero tenía que ser atado a la montura del caballo para poder cabalgar. Así, continuó liderando el afamado Cuerpo de Caballería del Camagüey hasta su caída en combate.

### Últimos años y muerte
Luego de la muerte de Agramonte en Jimaguayú el 11 de mayo de 1873, Reeve subordinó al general Máximo Gómez la Caballería Camagüeyana. Bajo el mando de Gómez, Reeve participó en la fallida invasión del Oriente al Occidente de Cuba. Estancada la invasión en la provincia de Matanzas en el verano de 1876, los españoles aniquilaron su pequeña escolta en Yaguaramas; imposibilitado de cabalgar, Reeve se pegó un tiro en la sien con su revólver para no ser capturado por el enemigo.

## Memoria
La Sociedad Colombista Panamericana desveló en febrero de 1949 un túmulo con tarja en homenaje al Brigadier Henry E. Reeve en el Malecón Habanero cerca de la embajada de EEUU. Ondea permanentemente una bandera cubana. 
En 1976, en el centenario de su muerte, el gobierno de Cuba emitió un sello postal.